# Anne-Laure Babault
Anne-Laure Babault, née le 3 janvier 1982 à Gien dans le Loiret, est une femme politique française.
Le 19 juin 2022, elle est élue députée de la deuxième circonscription de la Charente-Maritime. Candidate à sa réélection en 2024, elle termine à la troisième place et se retire.

## Biographie
Anne-Laure Babault s'installe au début des années 2000 en Charente-Maritime, où elle travaille pendant huit ans au Crédit mutuel.
Elle reprend ses études à 26 ans et obtient un master en administration des entreprises. Elle intègre ainsi le monde du marketing. Elle travaille pour Léa Nature comme cadre commerciale pendant près de onze ans.
Elle a une fille, qu'elle élève seule.
Elle est élue conseillère municipale de Salles-sur-Mer en 2020 sur la liste de Chantal Subra (divers droite), puis est nommée déléguée au tourisme, camping et relations publiques.

### Élections législatives de 2022
D'abord proche du parti Les Républicains, elle adhère en octobre 2021 à La République en marche. Elle fonde pendant la campagne présidentielle de 2022 un comité local de soutien à Emmanuel Macron à la présidentielle. Elle doit batailler face à Nelly Fesseau pour obtenir l'investiture de la majorité présidentielle pour les élections législatives de 2022, qu'elle décroche de justesse. Au second tour, elle est élue avec 51,76 % des voix face au candidat de la NUPES, Nordine Raymond. Elle adhère au MoDem après son élection.

### Élections législatives de 2024
Elle est candidate à sa réélection pour les élections législatives anticipées de 2024. Arrivée en troisième position au premier tour le 30 juin avec 25,3 % des voix, derrière le représentant de l'union de la gauche, Benoît Biteau, écologiste (26,9 %) et la candidate du Rassemblement national (34,4 %), elle se retire le 2 juillet sans donner de consigne de vote.